# Mezinárodní železniční unie
Mezinárodní železniční unie (francouzsky Union Internationale des Chemins de fer – UIC, anglicky International Union of Railways) je globální společnost, která koordinuje rozvoj a fungování železniční dopravy ve všech členských státech. Řeší mj. problematiku vytváření nových a zachovávání stávajících mezinárodních spojů, unifikaci železniční techniky, dohlíží na dodržování bezpečnostních kritérií, jako je zabezpečovací zařízení nebo samočinné brzdy. Reprezentuje členské společnosti na mezinárodní úrovni.
Sídlem organizace je Paříž. Členy mohou být železniční společnosti, manažeři železniční infrastruktury, operátoři železniční a kombinované dopravy, společnosti poskytující leasing vozidlového parku a poskytovatelé služeb (stravovací služby, spací vozy ad.). V současnosti (2009) unie má celkem 199 členů z celého světa, včetně Českých drah a RegioJetu (přistoupil v červenci 2012).
Mezinárodní železniční unie byla založena 17. října 1922 51 železničními společnostmi z 29 zemí. Mezi zakládající členy UIC patřily i Československé státní dráhy (ČSD).